# Republiken Jamtland

Republiken Jamtlands flagga, formgiven av Kent Backman och Bo Oscarsson, avviker medvetet från de nordiska korsflaggorna eftersom det hävdas att republiken har anor äldre än kristendomens införande på 1000-talet.

Republiken Jamtland, eller mer fullständigt: De förenade republikerna Jamtland, Herjeådalen och Ravund, är ett humoristiskt kultur- och marknadsföringsprojekt bildat 1963 på initiativ av främst Yngve Gamlin, som utropade sig till den förste presidenten. Republiken har såväl historiska som regionalpolitiska inslag.

## Administration och symboler
Republikens särart manifesteras i en egen flagga, i det jamtska språket (vilket har sitt ursprung i de olika dialekter som talas i regionen) och i musikfestivalen Storsjöyran, då presidenten gör ett framträdande, samt Jämtländska Republikanska Armén, JRA, vilket är en travesti på IRA. Presidenten har utsett ett ministerium där bemärkta jämtar och härjedalingar som till exempel Bodil Malmsten, Kim Anderzon, Rolf Lassgård och Kjell Albin Abrahamson fått poster.

### Namn
Landets fullständiga namn är "De förenade republikerna Jamtland, Herjeådalen och Ravund". Detta kan jämföras med den titel som (bland annat) bars av Sveriges kung Gustav II Adolf (och i liknande form av andra svenska kungar): "Svears, Götars och Venders konung".

### Nationalsången
Jamtland har sin egen nationalsång; Jämtlandssången.

### Jamtelagen
Jamtelagen är ett motkoncept till Jantelagen formulerat av Ewert Ljusberg.

## Historik och presidenter
Inledningsvis var den "jamtrepublikanska" rörelsen en protest mot den förda regionalpolitiken under 1950- och 1960-talet, vilken ansågs ha lett till Jämtlands läns avfolkning. Den hade vissa kopplingar till de storsjöyror som arrangerades i bygden åren 1963–1973.

### Presidenter
Republiken Jamtland har genom åren haft fyra presidenter, alla med anknytning till Jämtland. Utöver Yngve Gamlin, som utropade sig själv som president, har Moltas Erikson, Ewert Ljusberg och Eva Röse tillsatts på posten efter förfrågan från arrangörerna av Storsjöyran. 1983 års tillsättande av Moltas Erikson sammanföll med nystarten av Storsjöyran och det republikanska konceptet. Festivalen anammade konceptet med egen republik som en sorts humoristisk protest mot de sammanslagningar av län som föreslagits. Influenserna från de tidigare storsjöyrorna (se ovan) samt nationslivet vid Uppsala universitet var också viktiga.
Moltas Erikson, president under fem års tid på 1980-talet, flyttade upp till Jämtland under dessa år. Han arbetade då ett tag som överläkare på Frösö sjukhus och engagerade sig i Storsjöyran.
Efter Moltas Eriksons död 1988 valdes Ewert Ljusberg till president, eftersom han ansågs ha den rätta statsmannautstrålningen.
Utöver dessa namn har även Allan Edwall (med rötter i Hissmofors) varit aktuell som president. Han tackade dock 1983 nej till erbjudandet, vilket ledde till valet av Moltas Erikson på posten.
Efter Ewert Ljusbergs död oktober 2021 tillsattes i maj 2022 Eva Röse som ny president av Storsjöyrans arrangörer.

### Lista över presidenter
- Yngve Gamlin (1963–1983)
- Moltas Erikson (1983–1988)
- Ewert Ljusberg (1989–2021)
- Eva Röse (2022–)[8]

### Befrielserörelse och yra
Under 1980-talet stod arrangörerna av Storsjöyran både för själva festivalen och den "jamska befrielserörelsens" aktiviteter. Den senare förknippades snart med en "Jämtlands telegrambyrå", som skickade ut pressmeddelanden av olika slag. Efter några år bildade befrielserörelsen en egen förening som tog de regionalpolitiska frågorna på lite större allvar.
Ett tag var relationerna mellan festivalarrangörer och aktivister (vilka ett tag maskerade sig och skaffade beväpning i form av luftgevär och högrepar) ansträngda. Numera samarbetar de båda parterna dock åter och deltar båda i diverse republikanska ceremonier i samband med den årliga Storsjöyran. År 2022 är Storsjöyran en musikfestival med lokala, svenska och internationella artister.